# Stoeltjeslift

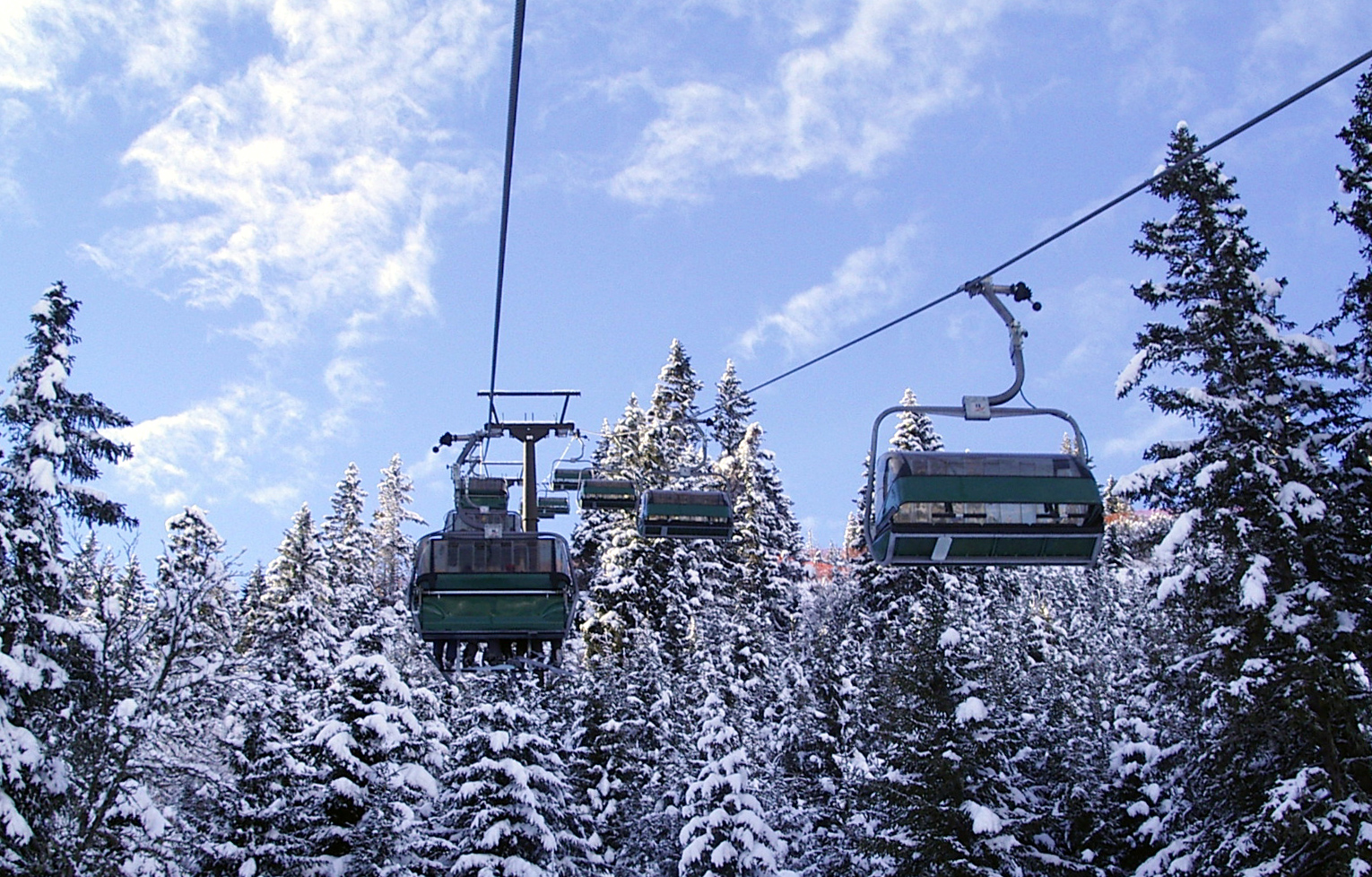
Stoeltjeslift in Bad Hofgastein, Oostenrijk

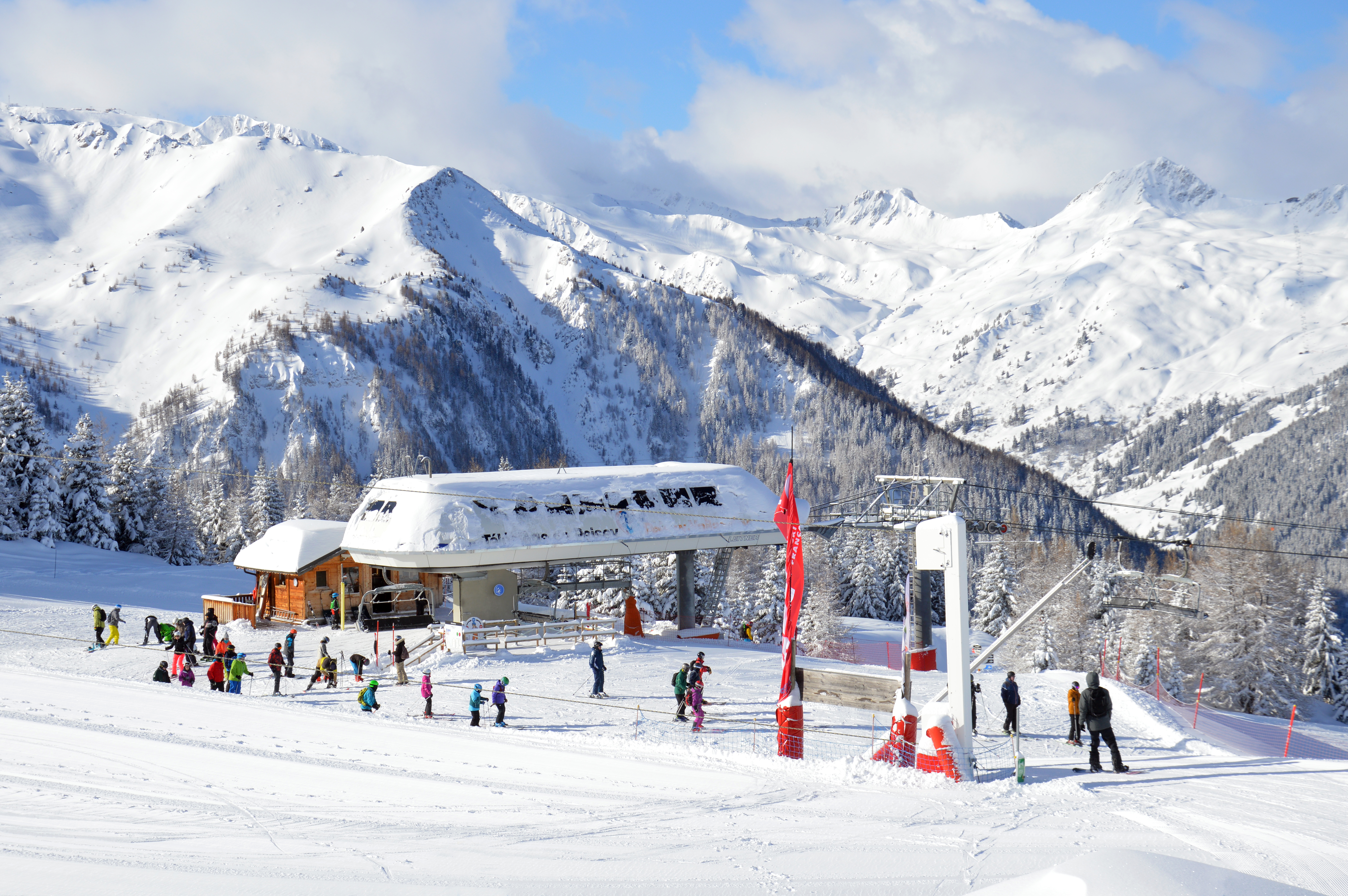
Bovenstation van de stoeltjeslift Peisey in Les Arcs/Peisey-Vallandry in Frankrijk

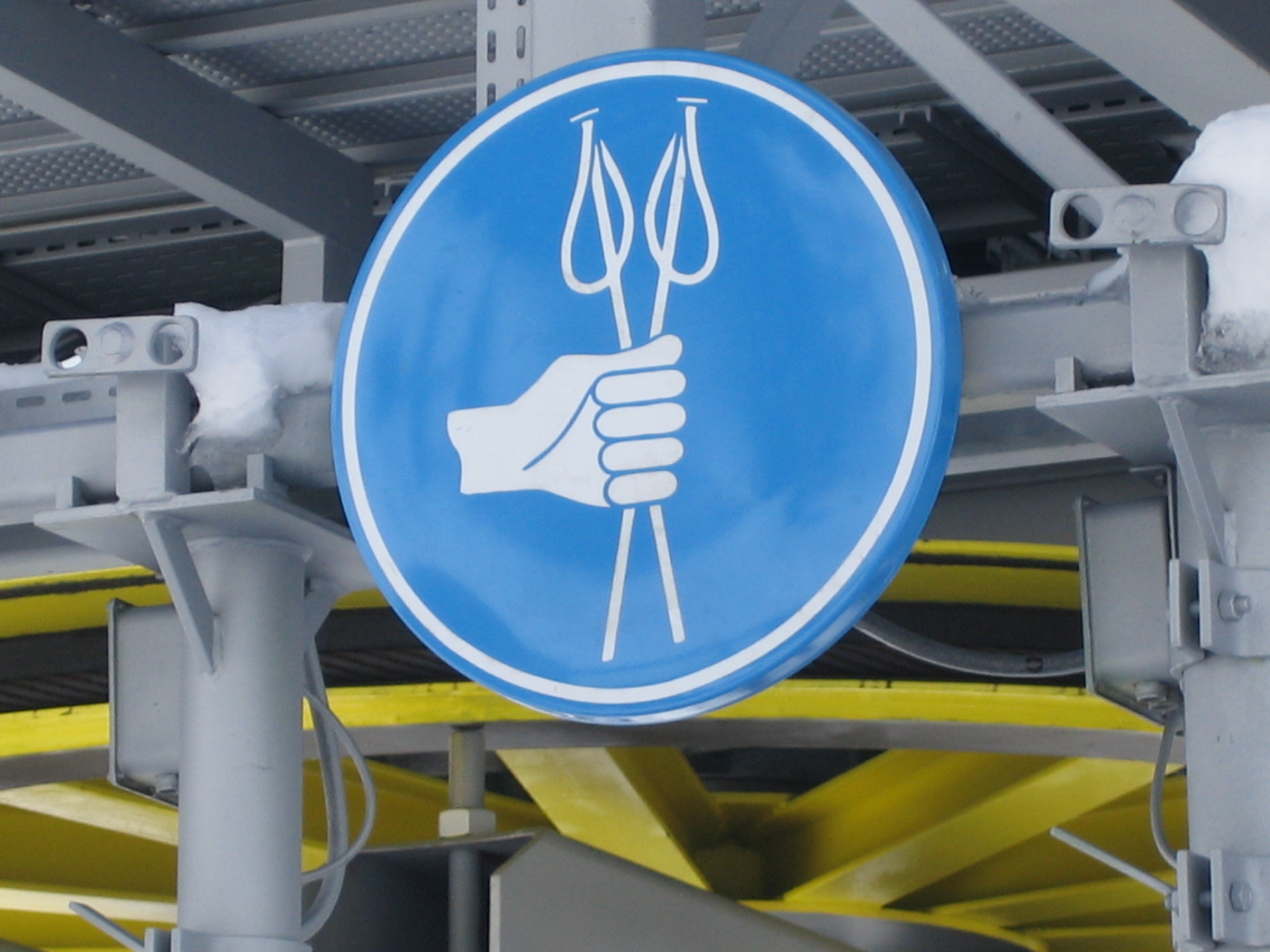
Bord bij zetellift dat de skistokken in de hand moeten worden gehouden.

Een stoeltjeslift, ook wel zetellift genoemd, is een soort skilift of een kabelbaan met één lange, continu draaiende kabel waar de stoelen of banken aan hangen en die door skiërs wordt gebruikt om naar hoger gelegen gebieden te gaan. Deze banken bieden ruimte aan twee tot acht personen tegelijk. De liften hebben een veiligheidsbeugel om de inzittenden voor een val te behoeden.
Het voordeel van de stoeltjeslift is dat deze een redelijke verwerkingscapaciteit en snelheid heeft, in tegenstelling tot oudere stoeltjesliften waarbij slechts één persoon op een zitje kon plaatsnemen. Bij deze transportssystemen hoeft de wintersporter de ski's niet af te doen; men kan de lift op en af glijden.
Een nadeel is de onbeschutheid: bij slecht weer is men op een hoogte van enkele meters boven de grond aan de elementen blootgesteld. Vaak worden daarom stoeltjesliften uitgerust met een plastic kap, die over de veiligheidsbeugel getrokken kan worden. De kap beschermt tegen bijvoorbeeld wind en sneeuw. Soms kunnen deze bij de stations afgekoppeld worden zodat er gemakkelijker in- en uitgestapt kan worden.
Andere varianten van de skilift zijn de kabelbaan en de sleeplift.

## België
Op sommige locaties in België kan men hoogteverschillen overwinnen door middel van een stoeltjeslift, dit wil zeggen een kabelbaan met stoeltjes in plaats van zetels:
- Dinant: de citadel is bereikbaar vanuit het centrum via een kabelbaan.
- Coo: aan de voet van de watervallen van Coo bevindt zich attractiepark Plopsaland Ardennes. In dit park bevindt zich de zetellift, Le Télésiege, die vanaf 240 m tot 460 m hoogte loopt.
- Westouter: In het Vlaamse heuvelland bevindt zich de stoeltjeslift Cordoba tussen de Vidaigneberg en de Rodeberg.

Tijdens de Expo 58 was er een stoeltjeslift die over het expositieterrein liep.

## Nederland
In Nederland zijn door het ontbreken van grote hoogteverschillen stoeltjesliften slechts op een enkele locatie (het Zuid-Limburgse Valkenburg) aanwezig om passagiers te verplaatsen tussen hoogteverschillen. Ook de overdekte skihelling van SnowWorld in Landgraaf heeft een stoeltjeslift. In de jaren 1950 was er bij uitspanning Westerbouwing bij Oosterbeek ook een stoeltjeslift waar een hoogtesprong werd gemaakt -van de stuwwal tot in het Rijndal- maar zonder een uitstapmogelijkheid in het dal.
Op enkele plaatsen worden stoeltjesliften gebruikt om zich door een gebied te kunnen verplaatsen op enkele meters hoogte boven het vlakke land. In deze vorm zijn liften aanwezig in Attractiepark Slagharen (Kabelbaan), Speelland Beekse Bergen bij Hilvarenbeek en De Waarbeek bij het Overijsselse Hengelo. In het verleden was deze vorm van vervoer aanwezig bij recreatieplas Eurostrand bij Westerhoven en bij de manifestatie Commumicatie 70 in 1970 te Rotterdam. 

## Afkortingen
De fabrikanten handteren voornamelijk Engelse afkortingen. Een lift met verankerde zetels wordt een ChairLift Fixed grip (CLF) genoemd en een ontkoppelbare zetellift, waarbij de zetel zich ontkoppelt van de kabel in een station, wordt als ChairLift Detachable (CLD) aangegeven.
In het Duits spreekt men vooral van Sesselliften of Sesselbahnen en worden ontkoppelbare zetelliften afgekort met KSB, wat staat voor Kuppelbare Sesselbahn. 
In het Frans spreekt men over een télésiège à pince fixe (TSF) met verankerde zetels aan de kabel of een télésiege débrayable (TSD) bij ontkoppelbare zetelliften.